# Белгија на Светском првенству у атлетици у дворани 2012.
Белгија је учествовала на Светском првенству у атлетици у дворани 2012. одржаном у Истанбулу од 9. до 11. марта. четрнаести пут, односно учествовала је на свим првенствима до данас. Репрезентацију Белгије представљало је троје такмичара (1 мушкарац и 2 жене), који су се такмичили у три дисциплине.
На овом првенству Белгија није освојила ниједну медаљу. Остварен је један лични рекорд сезоне (Елине Берингс).
У табели успешности према броју и пласману такмичара који су учествовали у финалним такмичењима (првих 8 такмичара) Белгија је са три учесника у финалу заузела 21. место са 12 бодова.
| Плас. | Земља   | 1. место | 2. место | 3. место | 4. место | 5. место | 6. место | 7. место | 8. место | Бр. финал. | Бод. |
| ----- | ------- | -------- | -------- | -------- | -------- | -------- | -------- | -------- | -------- | ---------- | ---- |
| 21.   | Белгија | 0        | 0        | 0        | 0        | 3        | 0        | 0        | 0        | 3          | 12   |

## Учесници
| Мушкарци: - Jan Van Den Broeck — 800 м | Жене: - Eline Berings — 60 м препоне - Тија Хелебаут — Скок увис |  |

## Резултати

### Мушкарци
| Атлетичар          | Дисциплина | Лични рекорд | Квалификација | Квалификација | Полуфинале | Полуфинале | Финале   | Финале      | Детаљи |
| Атлетичар          | Дисциплина | Лични рекорд | Резултат      | Место         | Резултат   | Место      | Резултат | Место       | Детаљи |
| ------------------ | ---------- | ------------ | ------------- | ------------- | ---------- | ---------- | -------- | ----------- | ------ |
| Jan Van Den Broeck | 800 м      | 1:47,19      | 1:52,65 КВ    | 1. у гр. 5    | 1:48,90 КВ | 2. у гр. 2 | 1:50,83  | 5 / 30 (32) |        |

### Жене
| Атлетичарка   | Дисциплина   | Лични рекорд | Квалификација | Квалификација | Полуфинале | Полуфинале     | Финале   | Финале      | Детаљи |
| Атлетичарка   | Дисциплина   | Лични рекорд | Резултат      | Место         | Резултат   | Место          | Резултат | Место       | Детаљи |
| ------------- | ------------ | ------------ | ------------- | ------------- | ---------- | -------------- | -------- | ----------- | ------ |
| Елине Берингс | 60 м препоне | 7,92 НР      | 8,08 КВ       | 2. у гр. 1    | 8,03 КВ    | 2. у гр. 1 ЛРС | 8,08     | 5 / 28 (31) |        |
| Тија Хелебаут | Скок увис    | 2,05 НР      | 1,95 КВ       | 6             |            |                | 1,95     | 5 / 18 (21) |        |